# La Mode
La Mode fue un grupo español de música pop, activo durante la primera mitad de la década de 1980. Fue uno de los exponentes del movimiento de la movida madrileña.

## Historia
Grupo heredero de Paraíso, La Mode se formó a iniciativa del líder de aquel, Fernando Márquez El Zurdo. Subieron por primera vez a un escenario en la Escuela de Caminos de Madrid el 12 de diciembre de 1981.
Pocos meses después grabaron su primera maqueta que incluía los títulos "Cita en Hawaii" y "Aquella chica". En 1982 editaron su primer EP y, a la vista del éxito, publicaron el mismo año el álbum titulado El eterno femenino, de donde sobresale el tema "Aquella canción de Roxy", posiblemente la canción más famosa en la historia del grupo.
Tras algunos problemas de salud de Márquez, en 1984 publicaron su segundo álbum, que sin embargo no logró las cuotas de ventas y crítica del anterior, pero del que debe destacarse el tema "En cualquier fiesta". 
En abril de 1984, Márquez abandonó el grupo y fue sustituido por Daniel Ballester, seleccionado a través de un concurso de Radio 3. Durante esa época compusieron la sintonía del programa Caja de ritmos, de TVE y editaron el mini-LP titulado Lejos del Paraíso.
En 1986 se publicó su último disco: La evolución de las costumbres, que pasó desapercibido y provocó la pronta disolución de la banda. El tema "La evolución de las costumbres" es considerado uno de los mejores temas del dark wave hecho en España.
El 24 de octubre de 2014 apareció como telonero de un concierto de Un Pingüino en mi Ascensor el grupo Robots y Japonesas (en clara referencia a la letra de la canción "El eterno femenino" de su primer disco), compuesto por los fundadores de La Mode Mario Gil (teclados) y Antonio Zancajo (guitarra), incorporándose como vocalista José Luis Moro, de Un Pingüino en mi Ascensor.
El guitarrista del grupo, Antonio Zancajo, falleció  el 20 de octubre de 2023.

## Discografía
- La Mode (1982). EP.
- El eterno femenino (1982). Álbum.
- Intenciones/Negro y Amarillo/Asuntos Exteriores (1983). EP.
- 1984 (1984). Álbum.
- Lejos del paraíso (1985). Mini-LP.
- La evolución de las costumbres (1986). Álbum.
- La Mode (1997). CD (reedición).